# Canthon eduntulus
Canthon eduntulus är en skalbaggsart. Canthon eduntulus ingår i släktet Canthon och familjen bladhorningar. Utöver nominatformen finns också underarten C. e. granuliceps.